# Закат снежного человека
«Закат снежного человека» (также «Лохматые предки», англ. Sasquatch Sunset, «Закат сасквоча») — американский комедийный фильм режиссёров Дэвида Зеллнера и Натана Зеллнера по сценарию Дэвида Зеллнера. Сюжет фильма прослеживает жизнь группы сасквочей на протяжении примерно одного года. Главные роли в картине исполнили Джесси Айзенберг, Райли Кио, Натан Зеллнер и Кристоф Заджак-Денек. Ари Астер стал исполнительным продюсером со своей компанией Square Peg.
Мировая премьера фильма прошла на кинофестивале «Сандэнс» 19 января 2024 года, а выход в широкий прокат состоялся 12 апреля 2024 года.

## Сюжет
По диким лесам Северной Калифорнии кочует группа «снежных людей»: самец с самкой и их детёнышем, а также ещё один молодой самец. Их жизнь наполнена поиском пищи, отправлением физиологических потребностей и иногда выполнением ритуалов типа одновременных ударов палками по деревьям.
Взрослый самец погибает после того как, опьянённый ягодами, он съедает ещё и мухомор и в изменённом состоянии сознания нападает на пуму. Остальные находят его уже когда пума выедает его внутренности. Они хоронят самца, утрамбовав на его могиле землю и положив на нее свёрнутые в виде узоров веточки. Позже посреди леса группа внезапно обнаруживает асфальтовую дорогу, которая вызывает у них сильные чувства. Они «помечают» дорогу, испражняясь на ней. Далее сасквочи видят дерево, на котором изображён красный крест. Такой же крест оказывается и на бревне в реке, на котором начинает прыгать самец, однако бревно в итоге придавливает его, и он тоже погибает.

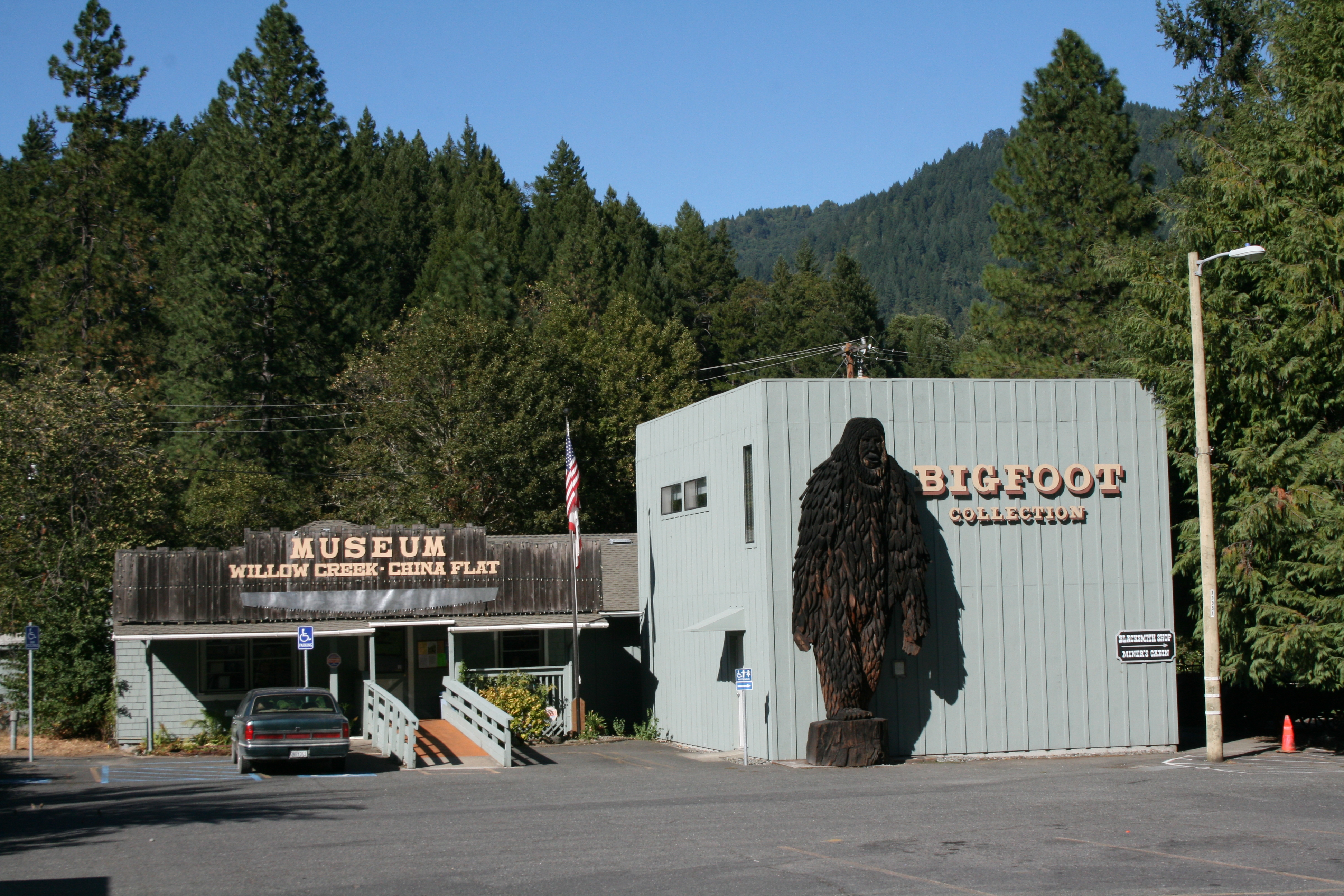
Музей бигфута, возле которого заканчивается действие фильма

Самка и детёныш продолжают путь и натыкаются на палатку туристов, хотя людей в ней нет. Они изучают, а потом разбрасывают вещи. Самка случайно нажимает на кнопку бумбокса и слушает песню Love to Hate You, от которой у неё даже текут слёзы. Вскоре у неё начинаются роды, она рожает детёныша и вместе со старшим детёнышем едва избегают нападения пумы.
В дальнейшем матери и детёнышу удаётся найти курицу, избежать попадания в капкан, пережить зиму. Новорожденный чуть не погибает от удушья, но мать «реанимирует» его, тряся и сжимая. Сасквочи видят вдали лесной пожар, затем много спиленных деревьев. Они выходят в город и останавливаются перед огромным изображением сасквоча: они оказываются в Уиллоу-Крик прямо перед Музеем бигфута. Изображение не вступает с ними в коммуникацию, и сасквочи замирают в нерешительности.

## В ролях
- Натан Зеллнер — взрослый самец
- Райли Кио — самка
- Кристоф Заяц-Денек — детёныш
- Джесси Айзенберг — молодой самец

## Производство

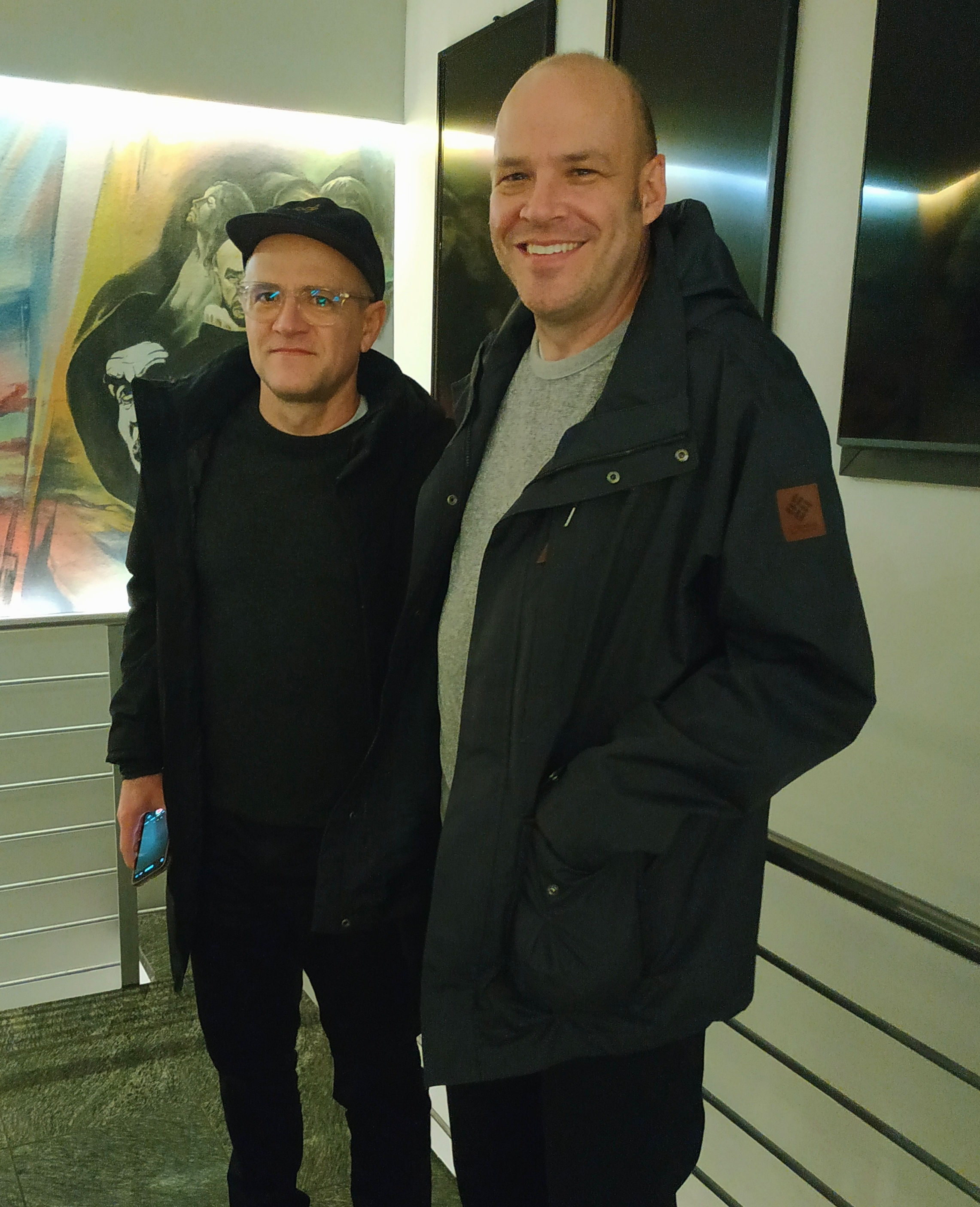
Дэвид и Натан Зеллнеры на Берлинале в 2024 году

В августе 2022 года Джесси Айзенберг объявил о своём участии в фильме, режиссёрами которого выступят Дэвид Зеллнер и Натан Зеллнер, заявив: «В полном гриме. С волосами по всему телу. Без реплик, я хрюкаю, но без реплик, и я с нетерпением жду этого».
Мировая премьера фильма состоялась на кинофестивале «Сандэнс» 19 января 2024 года. Ранее Bleecker Street приобрела права на широкий кинопрокат фильма. Фильм также был показан на 74-м Берлинском международном кинофестивале в феврале 2024 года в рамках специальной секции Берлинале и на фестивале South by Southwest в марте 2024 года. Выход в широкий прокат состоялся 12 апреля 2024 года.

## Восприятие
Питер Дебрюж в своей рецензии положительно оценил операторскую работу Юлакиса, назвал картину в целом «всерьёз абсурдистской комедией» и резюмировал, что не всем зрителям может хватить терпения досмотреть фильм до конца. По мнению автора The Hollywood Reporter Ловии Дьяркье, «пристрастие Зеллнеров к дурацким сценариям, неожиданные поворотам сюжета и их глубокая признательность к миру природы достигают кульминации в этом проекте». Кейт Эрбланд (IndieWire) отметила: «Костюмы и грим поразят вас в первую очередь (они фантастические), но не стоит сбрасывать со счетов скрытую эмоциональную силу, которая скрывается под достаточным количеством волос, кожи, грязи и маленьких тощих писечек (извините, их нельзя не упомянуть)».